# Carlos Lula
Carlos Eduardo de Oliveira Lula  (São Luís, 31 de março de 1982) é uma advogado, professor e político brasileiro. Atualmente é deputado estadual do Maranhão pelo Partido Socialista Brasileiro.

## Biografia
Carlos Lula é advogado, tendo se formado em Direito pela Universidade Federal do Maranhão (UFMA).
É servidor de carreira da Assembleia Legislativa do Maranhão, ocupando o cargo de consultor legislativo desde 2004.
É membro fundador da Academia Brasileira de Direito Eleitoral e Político (ABRADEP). Foi membro do Tribunal de Ética e Disciplina da OAB/MA de 2007 a 2009. Foi diretor da Escola Superior de Advocacia (ESA/OABMA) de 2010 a 2012; e consultor geral da Assembleia Legislativa do Maranhão, de 2009 a 2014. Atua como professor universitário de Direito Eleitoral e Direito Processual Civil.
Durante o governo de Flávio Dino, ocupou os cargos de subsecretário de Assuntos Jurídicos e Legislativos da Casa Civil (2015) e subsecretário de Saúde (2015-2016), assumindo posteriormente como secretário de Saúde do Maranhão (2016-2022). Foi presidente da Empresa Maranhense de Serviços Hospitalares (Emserh), de 2015 a 2016.
Em julho de 2020, foi eleito presidente do Conselho Nacional de Secretários de Saúde (Conass), durante a pandemia de covid-19. Foi reeleito em 2021, ocupando o cargo até março de 2022.
Foi eleito deputado estadual em 2022 com 80.828 votos, pelo PSB, sendo o terceiro mais votado.

## Livros
É autor dos livros Direito Eleitoral para o concurso de Procurador da República”; e coautor das obras “Tratado de Direito Eleitoral” (2018) e “Direito Eleitoral no Estado Democrático de Direito” (2019).
Como secretário de Saúde do Maranhão, lançou o livro ‘O SUS (S)EM NÓS’, em 2018.